# Klub boraca (1999.)
Klub boraca (eng. Fight Club) je satirična crna komedija Davida Finchera iz 1999. snimljena prema istoimenom romanu Chucka Palahniuka iz 1996. s Bradom Pittom i Edwardom Nortonom.
Fincher je opisao Klub boraca kao crnu komediju koja poseže za teškom satirom; on i glumačka ekipa usporedili su film s Diplomcem (1967.) i Buntovnikom bez razloga (1955.). Tematski, film je trebao prikazati sukob između mladih ljudi i sustava vrijednosti reklamiranja. Upotreba nasilja u filmu u borilačkim klubovima trebala je biti metafora za osjećaj temeljen na sukobu generacija. Bezimeni protagonist, kojeg je utjelovio Edward Norton, je običan čovjek i nepouzdani pripovjedač koji u borilačkom klubu upoznaje Tylera Durdena (Brad Pitt). Nakon toga je rastrgnut ljubavnim trokutom s Durdenom i Marlom Singer (Helena Bonham Carter). Redatelj je namjerno ubacio homoerotični ton misleći kako će publici zbog toga biti neugodno i da neće biti u mogućnosti pogoditi epilog.
Šefovi studija nisu bili zadovoljni filmom pa su izmijenili Fincherovu namjeravanu marketinšku kampanju kako bi povratili gubitke. Klub boraca nije ostvario komercijalna očekivanja, a kritike su bile podijeljene. Često je navođen kao jedan od najkontroverznijih filmova 1999. Označen je kao prekretnica za vizualni stil u filmu i uvod u novi ugođaj američkog političkog života. Ipak, komercijalni dio priče se popravio DVD izdanjem čime je film stekao kultni status. Osim toga, inspirirao je mnoge Amerikance da otvore vlastite borilačke klubove.

## Radnja
Pripovjedač (Edward Norton) je anonimni zaposlenik automobilske kompanije koji odlazi na mjesta nesreća kako bi procijenio štetu. Liječnik mu odbija propisati lijek za nesanicu i umjesto toga mu predloži da posjeti terapijsku grupu oboljelih od raka testisa kako bi počeo cijeniti pravu bol. Posjećujući grupu, pripovjedač se počne osjećati važnim i da netko mari za njega, nakon čega počinje normalno spavati. Međutim, počinje glumiti da ima još nekoliko bolesti kako bi mogao posjećivati i druge terapijske grupe. Rutina mu se prekine nakon što na grupama koje on pohađa primijeti drugu varalicu, Marlu Singer (Helena Bonham Carter), i opet počne patiti od nesanice.
Tijekom leta poslovnom klasom, pripovjedač upoznaje Tylera Durdena (Brad Pitt), koji prodaje sapun. Pripovjedač stiže kući i otkriva kako mu je stan uništen u eksploziji. Nazove Tylera i sastaje se s njim u lokalu. Tyler pristaje pustiti ga u svoj dom pod uvjetom da ga pripovjedač udari. Ovaj mu udovolji i dvojica počnu uživati u međusobnim udarcima ispred bara. Pripovjedač se useljava Tyleru, a njih dvojica se vraćaju u lokal, gdje se opet potuku na parkiralištu. Nakon što su privukli gomilu ljudi, uspostavljaju 'klub boraca' u podrumu lokala. Ubrzo uz Tylerovu pomoć diljem zemlje počinju nicati drugi slični klubovi.
Nakon što se Marla predozira Xanaxima, spašava je Tyler, a dvoje se upuštaju u seksualnu vezu. Tyler kaže pripovjedaču da ga ne pita za Marlu. Pod Tylerovim vodstvom, klub boraca postaje "Projekt Mayhem", koji počinje izvršavati sve destruktivnije antikapitalističke vandalizme u gradu. Borilački klubovi postaju mreža za Projekt Mayhem koji vodi sam Tyler, bez pripovjedačeva uplitanja. Nakon svađe, Tyler nestaje iz pripovjedačeva života, a nakon što član Projekta Mayhem pogine na misiji, pripovjedač pokuša ugasiti projekt. Prateći Tylerove korake, počne putovati po zemlji i otkriva da su borilački klubovi osnovani u svakom gradu, gdje se jedan od sudionika predstavlja kao Tyler Durden. Telefonski poziv Marli potvrđuje njegov identitet, a on shvaća da je Tyler alter ego njegove podijeljene osobnosti. Tyler se pojavljuje pred njim i objašnjava mu da kontrolira pripovjedačevo tijelo kad god ovaj spava.
Pripovjedač se sruši. Nakon što se probudio, shvaća da je Tyler obavio nekoliko telefonskih poziva tijekom njegova blackouta. Počne slijediti tragove njegovih planova do sjedišta nekoliko velikih kompanija koje posluju kreditnim karticama u centru grada koje Tyler namjerava uništiti kako bi onesposobio financijski sustav. Nakon što nije uspio dobiti pomoć od policije, od kojih su mnogi pripadnici Projekta Mayhem, pripovjedač pokuša deaktivirati eksplozive u podrumu jedne od zgrada. Sukobljuje se s Tylerom, koji ga onesvješćuje i odvodi na gornji kat druge zgrade kako bi svjedočio predstojećem uništenju. Pripovjedač, kojeg Tyler drži na nišanu, shvaća da zapravo on drži pištolj. Opuca sebi u usta, propucavši si obraz, ali ne ubivši se. Iluzija Tylera nestaje zajedno s izlaznom ranom na stražnjoj strani njegove glave. Ubrzo nakon toga, članovi Projekta Mayham dovode pripovjedaču otetu Marlu i ostavljaju ih same. Bombe eksplodiraju, a dvoje, držeći se za ruke, kroz prozore gledaju uništenje gradske četvrti.

## Produkcija

### Razvoj
1996. je skaut za knjige studija 20th Century Fox umjetničkom dirketoru studija poslao preliminarnu verziju romana Klub boraca Chucka Palahniuka. Iako studio nije vidio potencijala u filmskoj adaptaciji, McCormick je proslijedio materijal producentima Lawrenceu Benderu i Artu Linsonu, koji su ga također odbili. Producenti Josh Donen i Ross Bell su izrazili zanimanje za projekt i sredili neplaćenu probu s glumcima kako bi vidjeli dužinu scenarija. Proba je potrajala šest sati. Nakon što su izbacili neke dijelove kako bi reducirali trajanje i snimili dijaloge, Bell je poslao knjigu na vrpci Lauri Ziskin, voditeljici odjela Fox 2000, koja je nakon preslušavanja vrpce otkupila prava na Klub boraca za deset tisuća dolara.
Kako bi adaptirala priču u scenarij, Ziskin je isprva razmišljala o angažiranju Bucka Henryja; mislila je kako je Klub boraca sličan Diplomcu, kojeg je adaptirao Henry. No, novi scenarist, Jim Uhls, je počeo lobirati kod Donena i Bella da ga angažiraju za adaptaciju pa su ga producenti kasnije i uzeli. Bell je imao četiri opcije za režiju: Petera Jacksona, Bryana Singera, Dannyja Boylea i Davida Finchera. Smatrao je Jacksona najboljim izborom i kontaktirao ga, ali Jackson je bio zauzet snimanjem filma Strašila na Novom Zelandu. Singer je dobio knjigu, ali je nije pročitao, dok se Boyle sastao s Bellom i pročitao knjigu, ali se na kraju okrenuo drugom projektu. Fincher, koji je prije pročitao knjigu i pokušavao otkupiti prava, je razgovarao sa Ziskin o režiranju filma, ali je oklijevao oko suradnje s 20th Century Foxom zbog loših iskustava tijekom produkcije Aliena 3 (1992.). Sastanak sa Ziskin i šefom studija Billom Mechanicom je izgladio njegove odnose sa studijom koji je u kolovozu 1997. objavio da će Fincher režirati ekranizaciju romana. Mechanic i Ziskin isprva su planirali film s budžetom od 23 milijuna dolara.

### Casting
Producent Ross Bell se sastao s Russellom Croweom i raspitivao se želi li uzeti ulogu Tylera Durdena, dok je u isto vrijeme producent Art Linson pregovarao s Bradom Pittom oko iste uloge. Kako je Linson imao prednost, ulogu je dobio Pitt. Pitt, koji je tražio novi projekt nakon neuspjeha svog prethodnog filma, Upoznajte Joea Blacka (1998.), angažiran je za 17,5 milijuna dolara, a studio je mislio kako će Klub boraca biti komercijalno uspješniji s velikom zvijezdom. Studio je i za ulogu anonimnog pripovjedača htio neko poznatije ime kao što je Matt Damon (Sean Penn je također bio jedan od izbora), ali Fincher je htio Edwarda Nortona zbog njegove izvedbe u filmu Narod protiv Larryja Flinta (1996.). Nortonu su drugi studiji nudili glavne uloge u filmovima kao što su Talentirani g. Ripley (1999.) i Čovjek na Mjesecu (1999.), a on sam je bio zainteresiran za film Odbjegla porota iz 2003. prije nego što se projekt raspao. Kako bi ga primamio, Fox mu je ponudio 2,5 milijuna dolara, ali Norton nije mogao odmah prihvatiti jer je dugovao film Paramountu. Zato je potpisao novi ugovor s Paramountom za manju plaću i na kraju protiv svoje volje morao nastupiti u filmu Dobar posao u Italiji (2003.). U siječnju 1998. Brad Pitt i Edward Norton su se službeno pridružili projektu kako bi portretirali Tylera Durdena i bezimenog pripovjedača.
Kao prvi izbor za ulogu Marle Singer figurirale su Courtney Love i Winona Ryder, a studio bi angažirao Reese Witherspoon da nije bilo Fincherove primjerdbe da je premlada. Na kraju je ulogu dobila Helena Bonham Carter, na temelju uloge u filmu Preljubnici iz 1997.
Kako bi se pripremili za uloge, Norton i Pitt su počeli pohađati satove boksa, taekwondoa i hrvanja, ali i izrade sapuna u tvrtki Auntie Godmother. Pitt je dobrovoljno otišao zubaru da mu odstrani dijelove prednjih zubi, koji su vraćeni nakon završetka snimanja.

### Scenarij
Scenarist Jim Uhls počeo je raditi na adaptaciji na temelju ranije verzije bez snimljenih glasovnih dijelova jer je industrija u to vrijeme smatrala tehniku "zastarjelom i otrcanom". Kad se Fincher pridružio projektu, nije se složio s pristupom smatrajući kako se humor filma zasniva na pripovjedačevu glasu te je opisao film bez snimljenog glasa kao "tužan i patetičan". Redatelj i Ulhs napisali su tekst za šest do sedam mjeseci, stvorivši 1997. treću verziju koja je obuhvaćala priču, ali ne i nekoliko važnih elemenata. Nakon što je angažiran Pitt, glumac je izrazio zabrinutost da je Tyler Durden prejednodimenzionalan pa je Fincher potražio savjet od scenarista-redatelja Camerona Crowea koji je predložio da učini lik dvoznačnijim. Fincher je angažirao scenarista Andrewa Kevina Walkera i pozvao Pitta i Nortona da surađuju na prepravljanju teksta koji je dovršen nakon godinu dana rada i pet verzija. Pripovjedač je opisan kao anoniman u filmu, iako je u tekstu bio poznat kao Jack. Pripovjedačevi pseudonimi u terapijskim grupama koje je pohađao bili su temeljeni na likovima iz Planeta majmuna i ulogama Roberta De Nira iz sedamdesetih.
Pisac Chuck Palahniuk hvalio je vjernu filmsku adaptaciju svog romana i oduševio se činjenicom da je radnja filma još jednostavnija nego u knjizi. Komentirao je i dvojbe oko vjerodostojnosti radnje romana zbog zapletenog završetka, koji je redatelj Fincher podržao riječima, "Ako prihvate sve do toga, prihvatit će i nejasni završetak. Ako još budu u kinu, prihvatit će ga." No, Palahniuk je bio uznemiren zbog promjene jednog sastojka tijekom objašnjavanja kako se radi napalm, što recept čini beskorisnim, jer je pisac temeljito istraživao sastojke. Palahniukov roman je imao i homoerotične tonove, što je redatelj namjerno uključio u film kako bi stavio publiku u neugodan položaj i naglasio iznenađenje preokretima u filmu. Scena u kojoj se Tyler kupa tik do pripovjedača je primjer takvih tonova iako je Durdenova opaska u sceni, "Pitam se jesu li žene odgovor koji trebamo", trebao sugerirati osobnu odgovornost, a ne homoseksualnost. Još jedan primjer takvih prizvuka bila je scena na početku filma u kojoj Tyler Durden stavlja cijev pištolja u pripovjedačeva usta.
Na kraju filma, pripovjedač se iskupljuje odbivši Tylerovu namjeru, što je razlika u odnosu na kraj romana, u kojem pripovjedač biva smješten u umobolnicu. Norton je naglasio iskupljivačku paralelu s Diplomcem, jer se protagonist oba filma nalazi u središtu svoje podijeljene ličnosti. Redatelj je smatrao kako je roman previše posvećen Tyleru Durdenu pa je promijenio kraj kako skrenuo pozornost s njega: "Htio sam da ljudi vole Tylera, ali sam isto tako htio da se pomire s njegovim nestankom."

### Snimanje
Kad je produkcija počela, prvotni budžet od 50 milijuna dolara, od čega je pola platio New Regency, je skočio na 67 milijuna. Šef New Regencyja i izvršni producent Kluba boraca Arnon Milchan pokušavali su nagovoriti Finchera da smanji budžet na bar 5 milijuna, što je ovaj odbio, pa je Milchan kontaktirao šefa studija Billa Mechanica i rekao mu da se povlači. Kako bi pridobio Milchanovu potporu, Mechanic mu je poslao vrpce s nemontiranim materijalom, a nakon tri tjedna snimanja, Milchan se vratio i financirao pola budžeta.
Snimanje je trajalo 138 dana, tijekom kojih je Fincher potrošio više od 1500 rola filma, što je tri puta više od prosječnog holivudskog filma. Lokacije snimanja bile su u i oko Los Angelesa te na setovima sagrađenim u studiju u Century Cityju. Scenograf Alex McDowell je konstruirao više od 70 setova. Eksterijer Tylerove kuće u Paper Streetu sagrađen je u San Pedru, Kalifornija, dok su interijeri, koji su bili zamišljeni tako da reflektiraju razoreni svijet likova, sagrađeni u studiju. Marlin stan temeljen je na fotografijama Rosalind Apartments u centru Los Angelesa.
Tučnjave u filmu su koreografirane iako su borci morali "ići do kraja" kako bi se postigli realistični efekti. Kako bi poboljšala ove scene, šminkerica Julie Pearce, koja je surađivala s redateljem na Igri, je proučavala borilačke vještine i boks na kabelskoj televiziji. Jednog je statista tako uredila da izgeda kako mu nedostaje komadić uha. Navela je kako joj je za to kao inspiracija poslužio ugriz Mikea Tysona.

### Vizualni efekti
Supervizor specijalnih efekata bio je Tod Haug koji je s redateljem Fincherom surađivao na Igri. Hauge je rekao "Odabrali smo najbolje ljude za svaki aspekt rada sa specijalnim efektima, a zatim smo koordinirali njihove doprinose." Fincher je odlučio ilustrirati pripovjedačevu perspektivu "misaonim okom".
Uvodna devedeset sekundi duga špica je obrnuta scena od centra straha pripovjedačeva mozga koja predstavlja misaone procese potaknute pripovjedačevim impulsom straha. Sekvenca, koju je dijelom osmislio Fincher, bila je financirana odvojeno od ostatka filma, ali je studio kasnije platio sekvencu zbog Fincherove izvanredne režije filma. Fincher je za sekvencu angažirao kompaniju Digital Domain i njihova supervizora za specijalne efekte Kevina Macka, koji je osvojio Oscara za vizualne efekte za film Ja ću budan sanjati iz 1998. Kompjuterski generirani mozak izrađen je korištenjem L-sustava, a dizajn je detaljiziran korištenjem medicinskih ilustracija Kathryn Jones. Sekvenca iz mozga pa do izvan lubanje uključivala je neurone, akcijske potencijale i korijene kose.
Jedna od prvih scena u filmu, u kojoj kamera prikazuje gradske ulice i destruktivnu opremu Projekta Mayhem koja leži u podzemlju parkirališta, bila je trodimenzionalna kompozicija od gotovo stotinu fotografija Los Angelesa i Century Cityja fotografa Michela Douglasa Middletona. Posljednju scenu rušenja uredskih zgrada dizajnirao je Richard Baily iz Image Savanta, koji je radio na sceni više od četrnaest mjeseci.
Fincher je ubacio scenu u kojoj Durden pokazuje isječak koji je poslužio kao tematski element. Scena je označavala prekretnicu u priči, točku u kojoj dolazi do preokreta i inverzije "subjektivne stvarnosti" koja označava prvi dio filma.

### Glazba
Redatelj je za glazbu tražio sastav koji nikad prije nije snimao glazbu za film. Kao jedan od izbora bio je Radiohead, ali je na kraju odabran producentski dvojac Dust Brothers. Michael Simpson, jedan od dvojice izvođača je rekao, "Fincher je htio postići nešto novo sa svime vezanim uz ovaj film, a nekonvencionalna glazba mu je pomogla da to ostvari."

## Teme

### Vrijednosti
"Mislim da je Klub boraca uistinu, na neki način... prodro u očajanje i paralizu koju ljudi osjećaju nakon što su naslijedili ovaj sustav vrijednosti reklamiranja."

Klub boraca je crna komedija koja uključuje tešku satiru. Kako bi izbjegao potencijalnu mračnu prirodu, redatelj David Fincher je namjerno održao film "zabavnim i buntovnim", dok je Norton opisao film kao "mračni, komični, nadrealni" pogled na svijet ljudskih pogrešaka u vrijednosnom sustavu kojeg su one dio. Klub boraca dijeli neke teme s Buntovnikom bez razloga istražujući frustracije ljudi koji žive u sustavu. Likovi, koji se podvrgavaju društvenom škopljenju, reducirani su na "generaciju promatrača", dok kultura oglašavanja definira "vanjske simbole sreće" i uzrokuje nepotrebnu jurnjavu za materijalnim stvarima koje zamjenjuju potragu za duhovnom srećom. Pitt je to objasnio riječima "Mislim da moju generaciju neki obrambeni mehanizam sprječava da uspostavi pravu istinitu vezu ili posvetu s našim stvarnim osjećajima. Navijamo za sportske momčadi, ali ne idemo unutra igrati. Tako smo opterećeni uspjehom i neuspjehom - kao da su te dvije stvari sve što će nas na kraju odrediti."

"Klub boraca je metafora za potrebu da se prođe kroz zidove koje smo postavili oko sebe i kroz koje prolazimo, samo što ovaj put možemo osjetiti bol."

Nasilje borilačkih klubova je metafora za osjećaj, ali ne promiče ili slavi fizički sukob. Tučnjave su opipljiva predstava otpora društvenoj izolaciji. Norton je rekao kako tučnjava između muškaraca oslobađa "straha od boli" i upoznaje ih s nečim uistinu vrijednim.  Nakon što se tučnjave pretvore u revolucionarno nasilje, Tyler Durden ih djelomično odobrava, dok se pripovjedač povlači i odbija Durdenove ideje. Klub boraca namjerno oblikuje nejasnu poruku, a interpretacija se ostavlja publici.

### Likovi
U Klubu boraca, bezimeni pripovjedač je prosječni anonimac kojem nedostaje svijet mogućnosti te prvotno ne uspijeva promijeniti svoj život. Pripovjedač ne uspijeva ispuniti očekivanja društva za srećom pa kreće putem prosvijećenosti koje uključuje metaforičko ubijanje svojih roditelja, Boga i svojih učitelja. Na početku filma, pripovjedač se riješio svojih roditelja, ali je još zarobljen u svojem lažnom svijetu. Nakon toga se upoznaje s Tylerom Durdenom, s kojim ubija svojeg zamišljenog Boga protiveći se društvenim normama. Na kraju mora ubiti i svojeg učitelja, Tylera Durdena, kako bi dovršio svoj proces zrelosti.
Scenarist Jim Ulhs je opisao film kao "romantičnu komediju" rekavši "Govori o stavovima junaka prema zdravim odnosima, koji se naizgled čine nezdravim zbog ponašanja junaka, ali to zapravo radi za njih - jer su oba junaka na psihološkom rubu." U filmu, pripovjedač traži intimnost, ali je isprva izbjegava s Marlom Singer, vidjevši u njoj samog sebe. Iako Marla predstavlja zavodljivi i negativistički dio pripovjedača, on ipak prihvaća novitete i uzbuđenje koje mu Tyler Durden nudi. Pripovjedaču je ugodno održavati osobnu vezu s Tylerom, ali postaje ljubomoran nakon što se on spetlja s Marlom na seksualnom planu. Nakon što se posvađa s Tylerom oko njihova prijateljstva, Tyler mu objašnjava kako je veza između dvojice muškaraca u drugom planu u odnosu na aktivnu potragu filozofije koju su proučavali. Tyler mu natukne kako bi trebali nešto učiniti s Marlom, da predstavlja rizik kojeg se treba riješiti. Nakon što Tyler to kaže, pripovjedač shvaća da su njegove želje bile usmjerene na Marlu i počinje se udaljavati od Tylera.

"U ranoj smo fazi odlučili da ću se ja izgladnjivati kako film napreduje, dok će Brad Pitt biti sve jači; on će postajati sve više idealiziran dok ja propadam."

Nepouzdani pripovjedač isprva ne shvaća da je Tyler Durden zapravo on sam te promiče borilačke klubove kako bi se osjećao moćnim. Kontradiktorno, ali pripovjedačevo fizičko stanje se pogoršava Durdenovim napretkom. Iako se Tyler isprva s pripovjedačem upušta u želji za "pravim iskustvima" stvarnih borbi, on kasnije postaje nietzscheanski model koji manifestira nihilistički stav odbijanja i destrukcije institucija i sustava vrijednosti. Njegova impulzivna priroda, koja predstavlja njegov ego, pretvara se u stav koji zavodljiv i oslobađajući pripovjedaču i sljedbenicima. No, Tylerove inicijative i metode s vremenom postaju neljudske, kao kad naređuje članovima Projekta Mayhem s megafonom u stilu kineskih radnih logora. Pripovjedač se u tom trenutku udaljava od Tylera i povlači dok Tyler ide naprijed. Na kraju, pripovjedač uspijeva doći u središte svojih podijeljenih ličnosti.

## Objavljivanje

### Marketing
Početkom siječnja 1999., nakon što je snimanje završilo u prosincu, David Fincher je montirao materijal kako bi spremio Klub boraca za preliminarno prikazivanje članovima upravnog odbora studija. Nije im se svidio film pa su izrazili zabrinutost da ga publika neće htjeti gledati, a nakon drugog prikazivanja dva mjeseca kasnije, ni direktori nisu bili zadovoljni.
Bez obzira na to, Klub boraca je trebao biti objavljen u lipnju 1999., ali je odgođen za 6. kolovoza. Studio je ponovno odgodio objavljivanje filma zbog pretrpanog ljetnog rasporeda i ubrzane postprodukcije, ovaj put za jesen, iako su mnogi otkazivanje pripisali masakru u srednjoj školi Columbine ranije te godine.
Šefovi marketinga u 20th Century Foxu suočili su se s poteškoćama s reklamiranjem Kluba boraca, a u jednom trenutku su ga označili art filmom. Zbog filmskog nasilja, vjerovali su da će film privući u prvom redu mušku publiku te da čak ni prisutnost Brada Pitta u kina neće dovesti žene. Testno prikazivanje pokazalo je kako se film najviše svidio tinejdžerima. Fincher je odbio objaviti postere i trailere koji su se fokusirali na Brada Pitta te savjetovao studiju da angažira marketinšku tvrtku Wieden+Kennedy kako bi skovala marketinški plan. Tvrtka je za glavno marketinško sredstvo izabrala ljubičasti sapun, što su šefovi Foxa shvatili kao "lošu šalu". Umjesto toga, studio je financirao 20-milijunsku marketinšku kampanju koja se bazirala na medijskim sadržajima, posterima, jumbo-plakatima i televizijskim trailerima s borilačkim scenama. Klub boraca reklamiran je i tijekom prijenosa hrvanja, na što je Fincher protestirao smatrajući kako to stvara krivi kontekst za film.

### Kino-distribucija
Film je svjetsku premijeru doživio na 56. Venecijanskom filmskom festivalu 10. rujna 1999. Studio je unajmio National Research Group kako bi obavio testno prikazivanje i procijenio koliko će film zaraditi. Predviđanja su bila da će film u prvom vikendu prikazivanja zaraditi između 13 i 15 milijuna dolara. Klub boraca premijerno je prikazan u Americi i Kanadi 15. listopada 1999., a zaradio je 11.035.485 dolara u prvom vikendu u 1963 kina, čime se smjestio na 1. mjesto ispred Dvostrukog rizika i Priče o nama. 61 posto gledatelja bilo je muškog spola, 39 ženskog, dok je 58 posto publike bilo mlađe od 21 godine. Unatoč najvećoj zaradi, početno zanimanje je opalo protivno očekivanjima studija, a u drugom tjednu Klub boraca je zaradio 6.335.870 dolara. Film, čiji je budžet bio 63 milijuna dolara, u Americi i Kanadi je zaradio 37.030.102 dolara, te 100.853.753 dolara u ostatku svijeta. Poražavajuće domaće brojke zaoštrile su odnose između šefa studija Billa Mechanica i medijskog mogula Ruperta Murdocha, a Mechanic je u lipnju 2000. podnio ostavku.

### Kućna izdanja
DVD Kluba boraca bio je jedan od prvih koji je nadzirao redatelj filma te je objavljen u dva izdanja. Jednostruko izdanje uključivalo je komentar, dok je specijalno dvostruko izdanje uključivalo komentar, nekoliko isječaka sa snimanja, izbačene scene, trailere, promotivni spot "This is Your Life", internetske spotove, galerije, biografije glumaca i druge materijale. Film je 2000. osvojio nagradu Društva internetskih filmskih kritičara za najbolji DVD, najbolji DVD komentar i najbolje DVD dodatke, dok je Entertainment Weekly uvrstio dvostruko izdanje na 1. mjesto svoje liste "50 vječnih DVD-a" iz 2001. 2004., nakon što je dvostruko izdanje rasprodano, studio se na zahtjev obožavatelja odlučio objaviti reizdanje. Film je na posuđivanju kućnih izdanja zaradio 55 milijuna dolara. U ožujku 2007. je u Ujedinjenom Kraljevstvu objavljeno dvostruko DVD izdanje je s četiri audio komentara i dvije scene koje je ranije izbacila britanska cenzura.

## Reakcije

### Kritike
"Dodirnuo je živac muške psihe da se o tome debatira u novinama diljem svijeta."

Nakon što je Klub boraca premijerno prikazan na Venecijanskom međunarodnom filmskom festivalu, film je izazvao oduševljenje i suočio se s nizom suprotnih mišljenja od strane poznatih kritičara. Janet Maslin iz New York Timesa je hvalila Fincherovu režiju i montažu filma. Naglasila je da je Klub boraca nosio poruku "suvremene muževnosti" te da se, ako se pažljivije gleda, film može krivo intepretirati kao širenje nasilja i nihilizma. Roger Ebert iz Chicago Sun-Timesa nazvao je Klub boraca "sirovim i napetim", kao i "uzbudljivu maskaradu u obliku filozofije" koju većina publike neće prihvatiti.
Jay Carr iz Boston Globea smatrao je da je film počeo "osvježavajuće drsko i pun ideja", ali da se pretvorio u "eksplozivnu besmislicu". David Ansen iz Newsweeka opisao je Klub boraca kao "žestoku kombinaciju briljantne tehnike, djetinjastog filozofiranja, oštre satire i osjetilnog preopterećenja" te dodao kako je kraj pretenciozan.
Richard Schickel iz Timea opisao je redateljevu scenografiju kao mračnu i prigušenu dodavši kako "Naglašava kontrast između sterilnosti života junaka iznad zemlje i onog podzemnog. Voda je, čak i kad je onečišćena, izvor života; krv, čak i kad se bezobzirno prosipa, je simbol života punim plućima. Ili jednostavnije rečeno: bolje biti mokar nego suh." Schickel je hvalio izvedbe Brada Pitta i Edwarda Nortona, ali i kritizirao "konvencionalni" razvoj priče i neuspjeh da se lik Helene Bonham Carter učini zanimljivijim.
David Edelstein iz Slatea je napisao kako je Klub boraca "senzacionalizam koji se pogrešno identificira sa satirom" te kritizirao nedovoljnu razradu satiričnih ideja. Edelstein je smatrao kako poruka Kluba boraca nije bila revolucionarna jer je prethodno prezentirana u punk kulturi. Nortonovu izvedbu je nazvao "čudesnom", dok je za Pitta napisao kako se dobro uživio u utjelovljenje imaginarne ličnosti.
Jeff Vice iz Desert Morning News je opisao film kao roman Ernesta Hemingwaya kojeg je reinterpretirao Ken Kesey. Prve dvije trećine filma opisao je kao "vedre, ponekad potresne", dok se treća prema njegovom mišljenju rasplinula.
Feministička spisateljica Susan Faludi opisala je Klub boraca kao "zajedljivu mušku dramu", usporedivši ga s porukom filma Thelma i Louise iz 1991.
Američki anarhoprimitivistički filozof John Zerzan nazvao je Klub boraca filmom koji odražava uspon alternativne svijesti i antikulturnog razmišljanja.

### Nagrade i nominacije
Klub boraca bio je nominiran za Oscar za montažu zvuka i nagradu Golden Reel u istoj kategoriji, ali je izgubio na obje dodjele od filma The Matrix. Glumica Helena Bonham Carter osvojila je 2000. Nagradu Empire za najbolju britansku glumicu. Društvo internetskih filmskih kritičara nominiralo je Klub boraca za najbolji film, najboljeg redatelja, najboljeg glumca (Edward Norton), montažu i adaptirani scenarij (Ulhs). Iako nije osvojio nijednu nagradu, Društvo je navelo Klub boraca kao jedan od deset najbolji filmova 1999. Soundtrack za film bio je nominiran za britansku glazbenu nagradu, ali je izgubio od filma Ja u ljubav vjerujem.
Čitatelji Empirea izabrali su Klub boraca 2004. i 2006. kao deveti i osmi najbolji film svih vremena, dok ga je britanski filmski časopis 2007., u povodu desete obljetnice časopisa, proglasio "Najboljim filmom svih vremena".

### Kulturni utjecaj
Navođenje pravila o klubu boraca Tylera Durdena smatra se jednim od najcitiranijih monologa na filmu

Prvo pravilo kluba boraca je... ne pričate o klubu boraca.
Drugo pravilo kluba boraca je... ne pričate o klubu boraca.
Treće pravilo kluba boraca, ako vam netko vikne "Stani!", počne šepati, kucne, borba je gotova.
Četvrto pravilo, bore se samo dva muškarca.
Peto pravilo, jedna po jedna borba, dečki.
Šesto pravilo, bez majica, bez obuće.
Sedmo pravilo, borba će trajati koliko god bude trajala.
I osmo i posljednje pravilo, ako vam je ovo prva noć u klubu boraca, morate se boriti.

Klub boraca smatrao se jednim od najkontroverznijih i najspominjanijih filmova 1999. Primljen je kao preteča novog raspoloženja u američkom političkom životu. Kao i drugi filmovi te godine, Magnolija, Biti John Malkovich i Tri kralja, Klub boraca je prepoznat kao inovacija u filmskoj formi i stilu. Nakon originalne objave, filmu je popularnost rasla usmenom predajom, a po izdanju filma na DVD-u je stekao i kultni status. Uspjeh filma potaknuo je zanimanje za autora romana Chucka Palahniuka.
Film je od izlaska potaknuo osnivanje nekoliko stvarnih borilačkih klubova u Americi. 2000. je u Menlo Parku u Kaliforniji osnovan "Gentleman's Fight Club", a članovi su mu uglavnom iz tehničke industrije. Tinejdžeri i manja djeca u Teksasu, New Jerseyju, Washingtonu i Aljaski također su pokrenuli borilačke klubove i objavili snimke svojih borbi na internetu nakon čega su vlasti zatvorile klubove. 2006. je u borilačkom klubu u Arlingtonu u Teksasu ozlijeđen sudionik iz lokalne srednje škole koji je tu bio protiv svoje volje, a DVD s borbom doveo je do uhićenja šest tinejdžera. Film je osumnjičen da je utjecao na Lukea Heldera, studenta koji je ubacivao improvizirane bombe u cijevima u poštanske sandučiće 2002. Helderov cilj bio je napraviti uzorak smajlija na karti Sjedinjenih Država, sličan onom iz scene u Klubu boraca u kojoj se na fasadi vandalizirane zgrade pojavljuje smajli.
Prema glumcu Edwardu Nortonu, njegov stari profesor sa Sveučilišta Yale je navodno bio preplavljen dizertacijama o Klubu boraca. Film je poslužio i kao akademsko sredstvo na Sveučilištu Sjeverne Arizone kako bi se studenti upoznali s retoričkom analizom i argumentacijom.

## Vanjske poveznice
- Službena stranica  Arhivirana inačica izvorne stranice od 16. listopada 2004. (Wayback Machine)
- Analiza filma  Arhivirana inačica izvorne stranice od 20. studenoga 2011. (Wayback Machine)
- Klub boraca na Box Office Mojo
- Klub boraca na Rotten Tomatoes
- Klub boraca u internetskoj bazi filmova IMDb-a